# Beach Rats
Beach Rats é um filme de drama estadunidense de 2017 dirigido e escrito por Eliza Hittman. Estrelado por Harris Dickinson e Kate Hodge, estreou no Festival Sundance de Cinema em 23 de janeiro de 2017, onde venceu o prêmio de direção. Além disso, foi indicado a duas categorias no Independent Spirit Awards: melhor ator e melhor fotografia.

## Elenco
- Harris Dickinson - Frankie
- Kate Hodge - Donna
- Erik Potempa - Michael
- Madeline Weinstein - Simone
- Anton Selyaninov - Jesse
- Frank Hakaj - Nick
- Nicole Flyus - Carla
- David Ivanov - Alexei
- Harrison Sheehan - Jeremy
- Neal Huff - Joe
- Douglas Everett Davis - Harry